# Paul Knochel
Paul Knochel (* 15. November 1955 in Straßburg, frz. Aussprache: [pɔl knɔ'ʃɛl], dt. Aussprache: [pʰaʊl 'kʰnɔχəl]) ist ein französischer Chemiker.

## Leben
Paul Knochel wurde 1955 in Straßburg geboren. Er studierte Chemie an der Universität Straßburg und promovierte an der ETH Zürich bei Dieter Seebach mit der Arbeit Nitroallyl-halogenide und -ester als effiziente Verknüpfungsreagenzien. Im Anschluss verbrachte er vier Jahre am CNRS der Universität Pierre und Marie Curie in Paris in der Gruppe von Jean-François Normant (mit dem Thema Allylzink Reaktionen und Darstellung von Bimetallischen Verbindungen von Zink und Magnesium) und ein Jahr als post-doc an der Princeton University bei Martin F. Semmelhack (Thema: Chrom-Aren Komplexe von Indolen). 1987 nahm er einen Ruf der University of Michigan als Assistant Professor an und wurde 1991 dort zum Full Professor ernannt. Bereits 1992 jedoch folgte er einem Ruf der Philipps-Universität in Marburg als C4-Professor für Organische Chemie. Im Jahre 1999 wechselte er dann an die Ludwig-Maximilians-Universität München in den in diesem Jahre neu gebauten Campus für Chemie in Großhadern, wiederum als C4-Professor für das gleiche Fach.

## Werk
Die Forschungsarbeiten von Paul Knochel und seiner Arbeitsgruppe umfassen die Entwicklung von neuen organometallischen Verbindungen und Methoden für die organische Synthese sowie asymmetrische Synthesen und Naturstoffsynthesen. Der Arbeitskreis beschäftigt eine sich kontinuierlich ändernde Zahl an in- und ausländischen Mitarbeitern, Ph. D.-Studenten, Post-Doktoranden und Gastprofessoren.

## Auszeichnungen
- Sloan Research Fellowship 1992
- Médaille Berthelot der Académie des Sciences (Paris) 1992
- IUPAC Thieme Preis 1994
- ECS - European Chemical Society - Chiroscience Award for Creative European Chemistry 1995
- Otto-Bayer-Preis 1995
- Gottfried-Wilhelm-Leibniz-Preis 1997
- Merck Sharp & Dohme Research Award 2000/2001
- V. Grignard-Preis 2000
- Dr. Paul Janssen Prize for Creativity in Organic Synthesis 2004
- Arthur C. Cope Scholar Award der American Chemical Society 2005
- Lilly European Distinguished Lectureship Award der Eli Lilly and Company 2007
- Mitglied der Académie des sciences (Paris) 2007
- Mitglied der bayerischen Akademie der Wissenschaften 2008
- Karl-Ziegler-Preis 2009
- Mitglied der Deutschen Akademie der Naturforscher Leopoldina 2009[2]
- EROS (Encyclopedia of Reagents for Organic Synthesis) Best Reagent Award 2011
- Gold Nagoya Medal of Organic Chemistry 2012
- Herbert C. Brown Award for Creative Research in Synthetic Methods 2014
- Verdienstkreuz am Bande des Verdienstordens der Bundesrepublik Deutschland 2015[3]
- Paul-Karrer-Medaille 2015
- Heilbronner-Hückel Lecture der Schweizer Chemischen Gesellschaft und der Gesellschaft Deutscher Chemiker 2015